# نانسی کوان
نانسی کوان (انگلیسی: Nancy Kwan؛ زادهٔ ۱۹ مهٔ ۱۹۳۹) هنرپیشه دورگه آمریکایی زاده هنگ کنگ است. وی از سال ۱۹۶۰ میلادی تاکنون مشغول فعالیت بوده‌است.

## بخشی از فیلمشناسی

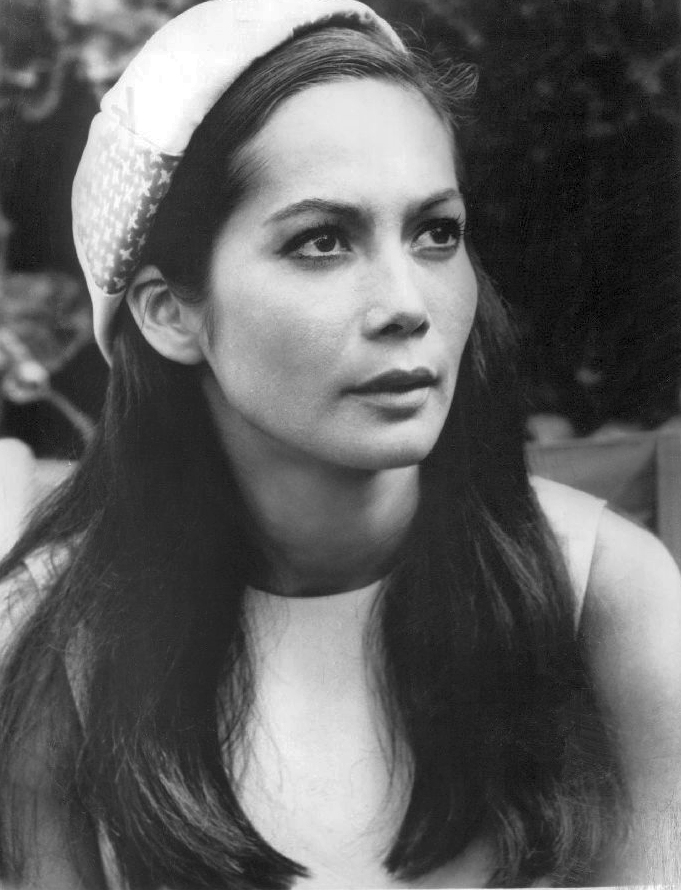

از فیلم‌ها یا برنامه‌های تلویزیونی که وی در آن نقش داشته‌است می‌توان به آثار زیر اشاره کرد.
- دنیای سوزی وانگ (۱۹۶۰)
- خدمه خرابکار (فیلم ۱۹۶۸) (۱۹۶۸)
- اژدها: داستان بروس لی (۱۹۹۳)
- هاوایی فایو-او (۱۹۶۸–۶۹)
- آخرین نینجا (۱۹۸۳)
- بخش فوریت‌های پزشکی (مجموعه تلویزیونی) (۲۰۰۰)